# Johan Saksvik
Johan Saksvik (21 febbraio 1918 – 8 giugno 1983) è stato un calciatore norvegese, di ruolo difensore.

## Carriera

### Club
Saksvik giocò con la maglia del Ranheim.

### Nazionale
Conta 2 presenze per la Norvegia. Esordì il 5 settembre 1948, quando fu schierato in campo nella sfida vinta per 2-0 contro la Finlandia.